# ريفكا غوبير
ريفكا غوبير (بالعبرية: רבקה גובר‏) (1902 - 1981) ناشطة ورائدة اجتماعية إسرائيلية، حصلت على جائزة إسرائيل في عام 1976 لمساهمتها المتميزة للمجتمع والدولة.

## الجوائز والتكريمات
- في عام 1976، مُنحت غوبر جائزة إسرائيل، لمساهمتها المتميزة في المجتمع ودولة إسرائيل، [4] ولعملها في مجال التعليم واستيعاب المهاجرين.
- في عام 1992، أصدرت هيئة البريد الإسرائيلية طابعًا تذكاريا يحمل ثلاث صور لها. [5]